# Salduncula
Salduncula is een geslacht van wantsen uit de familie van de Saldidae (Oeverwantsen). Het geslacht werd voor het eerst wetenschappelijk beschreven door Brown in 1954.

## Soorten
Het genus bevat de volgende soorten:

- Salduncula carmencitae Zettel, Pangantihon & Freitag, 2013
- Salduncula decempunctata Miyamoto, 1963
- Salduncula fasciata J. Polhemus, 1991
- Salduncula murphyi J. Polhemus, 1991
- Salduncula palawanensis J. Polhemus, 1991
- Salduncula seychellensis Brown, 1954
- Salduncula swezeyi (Usinger, 1946)
- Salduncula woodwardi Drake, 1957